# Comp'Act
Les éditions Comp'Act ont été créées par Henri Poncet en 1986 à Seyssel, dans l'Ain. En 1994, la maison d'édition s'installe au Carré Curial de Chambéry pour continuer un travail littéraire fortement engagé. Pendant toutes ces années, de nombreuses publications ont agrémenté le catalogue, et deux revues importantes ont vu le jour : La Main de Singe et La Polygraphe.
L'histoire de cette maison d'édition est indissociable de son créateur, Henri Poncet, lui-même poète et auteur. Né en 1937, il a participé à la revue Promesse, dans les années 60, aux côtés de Jean-Louis Houdebine, Guy Scarpetta, ou Philippe Sollers notamment. Il a créé, dans le même temps, la revue Actuel. La revue a connu deux séries : l'une de 1966 à 1969, la seconde de 1976 à 1985. La création des Éditions Comp'Act a suivi en 1986.
En 2006 l’existence de Comp’Act est subitement compromise lorsque Léo Scheer décide de fermer sa société de diffusion « Fédération Diffusion ».
En 2007, après plus de 20 ans de combat constant pour la littérature et l'édition en général, Comp'Act a été obligé de s'arrêter.
Son directeur littéraire, Henri Poncet, reprend ensuite le fonds dans la nouvelle maison d'édition L'Act Mem qu'il recrée avec la même équipe, pour se consacrer essentiellement à l'édition de littérature de création : poésie, théâtre, prose contemporaine, la traduction, les livres d'art et les Beaux livres, et la collection la Bibliothèque Volante, consacrée à l'Antiquité gréco-latine et à la Renaissance.
Les éditions Comp'Act puis L'Act Mem, dont l'activité s'est poursuivie jusqu'en 2011, se sont illustrées comme ouvertes à toutes les formes les plus inventives en matière d'art littéraire. Parmi les aînés, elles accueilleront aussi bien des auteurs venus de groupes divers, Tel Quel, Change, Digraphe, qu'elles auront eu souci de faire émerger une nouvelle génération de créateurs.
Henri Poncet meurt en 2015. Un livre hommage reprenant ses écrits, L'oiseleur, est publié l'année suivante par sa petite fille, Fanette Mellier, graphiste reconnue. 

## Genres édités
Les éditions Comp'Act ont ainsi publié près de 450 ouvrages (essentiellement poésie, théâtre, romans et nouvelles, esthétique, philosophie) :
- Poésie : Jean-Pierre Chambon, Roger Dextre, Gilles Jallet, Sophie Loizeau, Patrick Laupin, Xavier Maurel, Serge Ritman, Martin Rueff, Marcelin Pleynet, Claude Minière, Hélène Sanguinetti, Joseph Guglielmi, Jean Todrani, Anne Talvaz, Ray DiPalma (en), Philippe Blanchon, poésie roumaine, albanaise, arménienne, etc.
- Théâtre : Natacha de Pontcharra, Joël Pasquier, Christine Angot, Claude-Henri Buffard, Alain Sevestre, etc.
- Romans et nouvelles : Jean Pierre Ceton, Jean-Louis Baudry, Jacques Henric, Armen Lubin, Jean-Claude Montel, Manz’ie, Véronique Vassiliou, Elisabeth Jacquet, Dominique Poncet, Michel Pouille, etc.
- Beaux-livres : Jean-Pierre Pincemin, Michel Butor, Gérard Titus-Carmel, Henry Jabouley, etc.
- Littératures antiques et classiques, patrimoine, etc.

## Quelques auteurs et œuvres édités  par Comp'Act
- Roger Laporte, Hölderlin une douleur éperdue, 1986
- Jean Thibaudeau, Mémoires : album de familles, coll. Liber, 1987
- Eugène Durif :
  - Salomé, les yeux tus, 1988.
  - L’Étreinte, le temps, coll. Morari, 1988.
- Henri Maldiney, In media vita, 1988
- Mathieu Bénézet :
  - L'Instant d'une quantité de parole, récit, 1988
  - Les XXXX [6], suivis de Trente-Neuf Quatrains, poésie, 1990
- Gerard Manley Hopkins, De l'origine de la beauté suivi de Poèmes et Écrits, trad. de J.P. Audigier et R. Gallet, 1989
- Egon Schiele, poèmes traduits par Nathalie Miolon sous le titre Moi, éternel enfant, 1993
- Roger Dextre, Un cri suivi de Héritage, avec des dessins de Bachir Hadji, 1994  (ISBN 2-87661-101-5)
- Guy Darol, La Porte des métamorphoses, 1994
- Andrea Zanzotto, La Veillée pour le Casanova de Fellini, avec une lettre et quatre dessins de Federico Fellini, trad. de Philippe Di Meo, 1994
- Friedrich Hölderlin, Carrière de Grève, trad. Roger Dextre, 1995
- Eschyle, Prométhée enchaîné, 1996  (ISBN 2876611309)
- Gérard Delteil, Allumez le gourou, 1997
- Poèmes de Xhevahir Spahiu :
  - Poètes et prosateurs d'Albanie, La Main de Singe n°17, 1998
  - Anthologie de la poésie albanaise, Alexandre Zotos, La Polygraphe, 1998
- Jacques Rittaud Hutinet, sur Claude Nicolas Ledoux, Légende pour un temps futur, roman, 1998
- Jakob Lenz, Les amis font le philosophe, trad. Sylvie Muller, 1998
- Sylvie Friess et Abdelkader Zibouche, Rendez-moi mon cerisier-Zup de Chambéry, fragments d'une mémoire, 1999  (ISBN 2-87661-186-4)
- Jean-Claude Montel
  - Motus, coll. Le Manifeste, 1999
  - Ève, 2004
  - Raide mort, 2004
- Mariné Pétrossian, traduit de l'arménien oriental par Vahé Godel :
  - Je vous apporterai des pierres, coll. Morani, 1995  (ISBN 2876611171)
  - Erevan, coll. Polygraphe, 2003  (ISBN 2876612690)
- Euripide, Médée, 2000  (ISBN 2876612038)
- August Stramm, trad. de Huguette et René Radrizanni :
  - Théâtre et correspondance, 2000
  - Poèmes et prose, 2003
- Providence - in Jean-Yves Cendrey et Marie NDiaye, Puzzle, Gallimard, 2007 (première édition : Comp'Act, 2001)
- Yves Laplace, Kennel club, 2001, collection  Morari  (ISBN 2876611171)
- Jean Pierre Ceton, Les Voyageurs Modèles, 2002
- Quarante-trois artistes avec Michel Butor, 2002
- Collectif, Chambery Aix Les Bains Lac Du Bourget, 2003  (ISBN 0-75493-389-X)
- Geneviève Clancy avec Gilles Deleuze, De l'Esthétique de la Violence, réédition, 2004
- Gilles Jallet, "L'Ombre qui marche", Coll. Le Manisfeste, 2004  (ISBN 2-87661-305-0)
- Philippe Blanchon, La nuit jetée, Coll. Le Manifeste, 2005  (ISBN 978-2876613096)
- Serge Ritman, Ma Retenue, petits contes en rêve avec des peintures de Ben-Ami Koller, 2005
- sur Mars Vallett :  François Juttet, Chambéry, lecture d'une ville, 2005
- it:Gianni D'Elia, Congé de la vieille Olivetti, 2005
- Véronique Vassiliou :
  - Le Coefficient d’échec, 2006 (édition revue et corrigée)
  - Le + et le – de la gravité, 2006
- Michel Butor, Le sel : sous le vent de l'Algarve, 2006
- Lycophron, Cassandre, traduction, notes et commentaire de Pascale Hummel, 2006
- François Turner, Bacchus, Coll. Au Carré, 2007
- Éric Garnier, La musicalité de tout, son-sens chez Mallarmé, Coll. Au Carré, 2007

## Quelques auteurs et œuvres édités  par l'Act Mem
- Aristophane, Les Nuées, traduction de Bernard Pautrat, 2008
- Jean Pierre Ceton, Le Pont d'Algeciras, 2008
- Éric Garnier, L'Azur, stratégie de l'emprunt chez Mallarmé, 2008
- Philippe Blanchon, Capitale sous la neige, 2009
- Pek van Andel et Danièle Bourcier, De la sérendipité dans la science, la technique, l'art et le droit : leçons de l'inattendu, 2008
- Armen Lubin, La Retraite sans fanfare, 2009
- Yves Boudier, Vanité. Carré misère, 2009
- Louis Dalla For, L'Inoubliable, 2009
- Sylvie Gouttebaron, Bien, je reprends, 2009
- Jean Renaud, L'Amour exaspéré, préface de Bernard Noël, 2009
- Dominique Meens, L'Hirondelle, 2009
- Anne Talvaz, Confessions d'une Joconde suivi de Pourquoi le Minotaure est triste, 2010
- Anne Talvaz, Ce que nous sommes, préface de Pierre Gamarra, 2008, 2010

## Revues
par Comp'Act
- La Main de Singe
- La Polygraphe

par l'Act Mem
- Passages à l'Act, revue de littératures publiée avec le concours de la Région Rhône-Alpes.